# 希莫尼

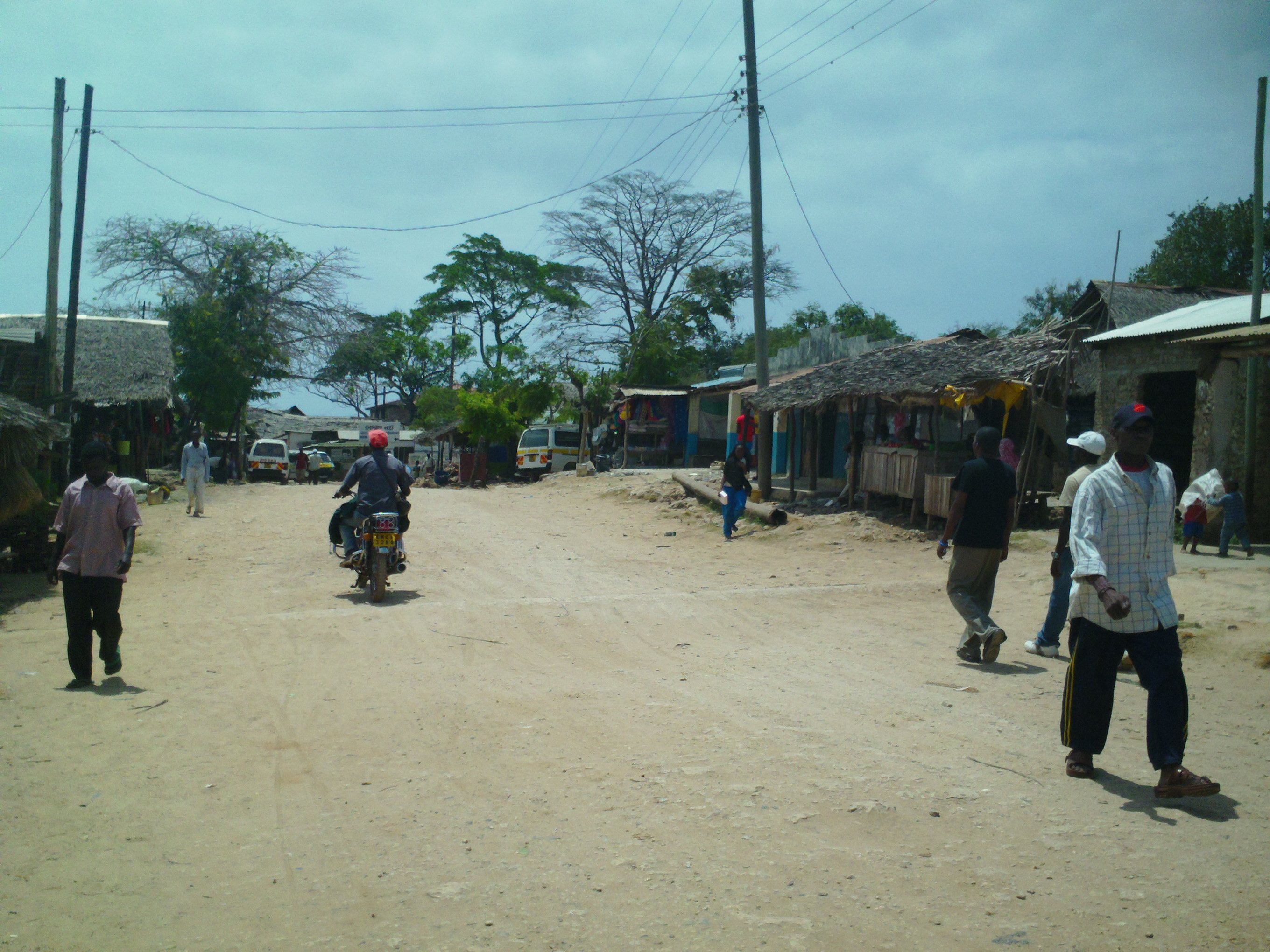
希莫尼

希莫尼是東非國家肯雅的城鎮，由濱海省負責管轄，位於該國東南部印度洋沿岸，毗鄰與坦桑尼亞接壤的邊境，二氧化鈦經鎮上的港口出口國外。
4°39′0″S 39°23′0″E / 4.65000°S 39.38333°E